# École mixte de Lauttasaari
L'école mixte de Lauttasaari (en finnois : Lauttasaaren yhteiskoulu) est un collège et un lycée situés dans l'île de Lauttasaari  à Helsinki en Finlande.

## Présentation
Lauttasaaren yhteiskoulu est une école privée comprenant un collège et un lycée.
L'école mixte a commencé ses activités en 1945.
L’école mixte a ouvert ses portes le 1er septembre 1945 et emménagé en 1967 dans les bâtiments actuels, conçus par Kaija Siren et Heikki Siren. 
Le complexe scolaire conçu comprend une bibliothèque, une salle de sport, une piscine ouverte au public en dehors des heures de cours.
L'ensemble compte aussi un auditorium conçu par Jukka Siren en 1999.

## Galerie

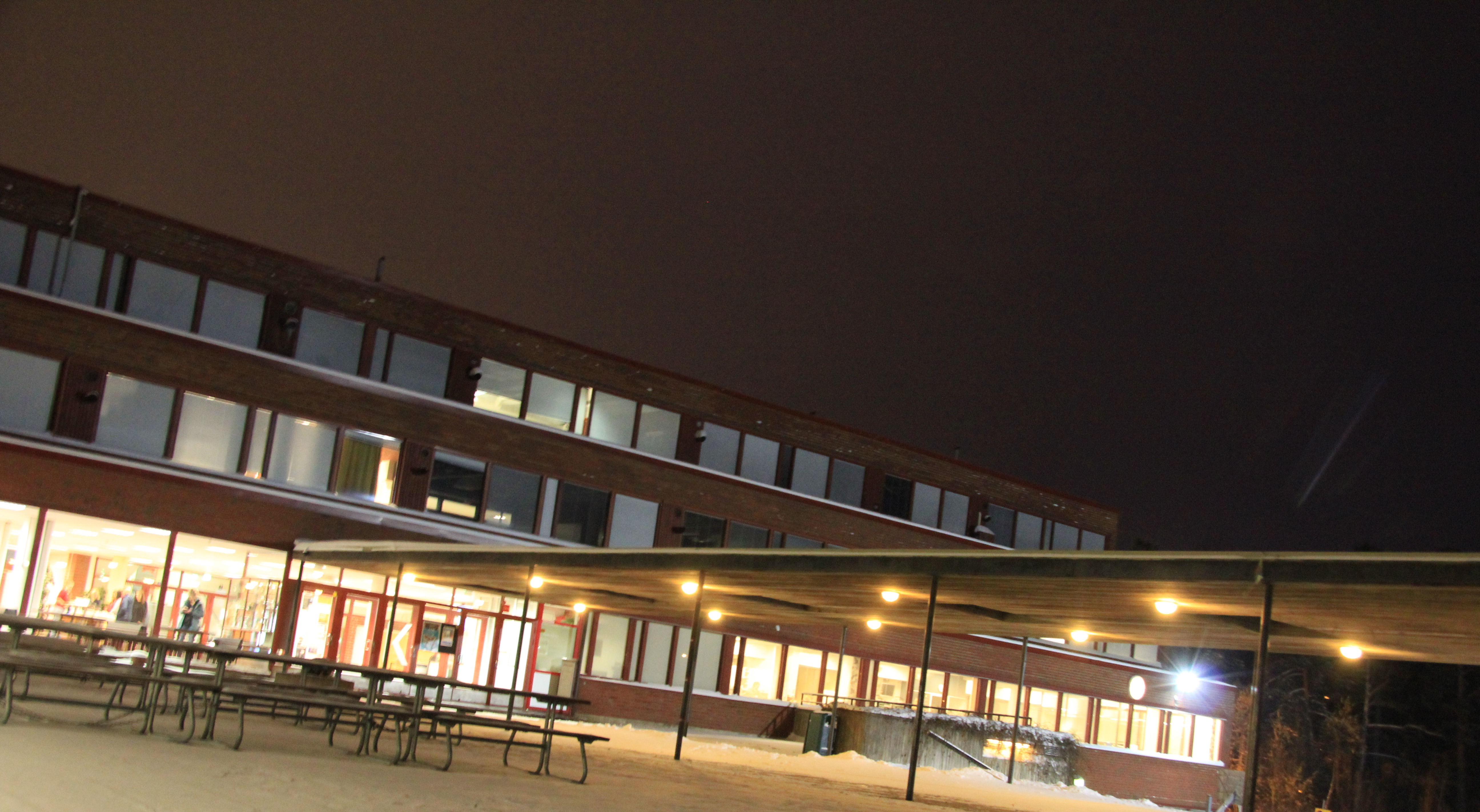
L'aile principale.

## Filières
Le lycée propose trois filières:
- section Commerce International
- section Sciences et Technologies
- section générale

| Année     | Section générale (KA-raja) | Section internationale section commerciale (Points min., max 20) |
| --------- | -------------------------- | ---------------------------------------------------------------- |
| 2000–2001 | 7,27                       | NC                                                               |
| 2001–2002 | 7,3                        | NC                                                               |
| 2002–2003 | 7,2                        | NC                                                               |
| 2003–2004 | 7,2                        | NC                                                               |
| 2004–2005 | 7                          | NC                                                               |
| 2005–2006 | 7,3                        | NC                                                               |
| 2006–2007 | 7,21                       | NC                                                               |
| 2007–2008 | 7,42                       | NC                                                               |
| 2008–2009 | 7,48                       | NC                                                               |
| 2009–2010 | 7,42                       | NC                                                               |
| 2010–2011 | 7,5                        | NC                                                               |
| 2011–2012 | 7,42                       | NC                                                               |
| 2012–2013 | 7,58                       | 15,86                                                            |
| 2013–2014 | 7,75                       | 17,75                                                            |
| 2014–2015 | 7,92                       | 18,25                                                            |
| 2015–2016 | 8,42                       | 17,58                                                            |
| 2016–2017 | 8,58                       | 16,66                                                            |
| 2017–2018 | 8,50                       | 16,50                                                            |
| 2018–2019 | 8,67                       | 16,20                                                            |
| 2019–2020 | 8,58                       | 13,36                                                            |
| 2020–2021 | 8,50                       | 12,86                                                            |
| 2021–2022 | 8,50                       | 13,49                                                            |